# Lee De Forest

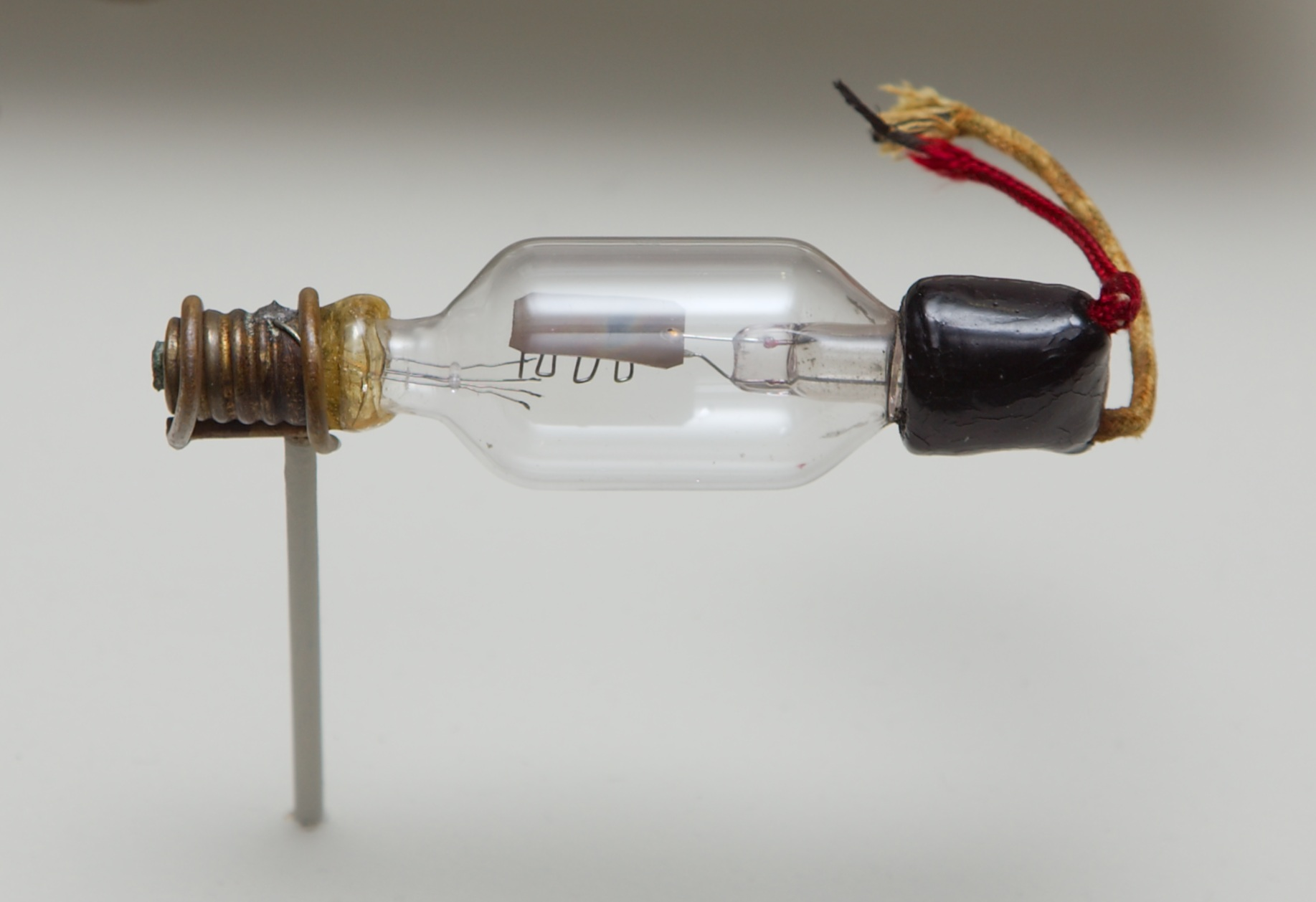
De Forest (tríode, 1906)

 Alexander Lee De Forest (Iowa, 26 d'agost de 1873 - Hollywood, 30 de juny de 1961) va ser un inventor estatunidenc amb unes 300 patents registrades, entre les quals destaca el tríode, primer dispositiu amplificador i origen del posterior desenvolupament de l'electrònica basada en les vàlvules de buit.

## Biografia
Va néixer el 1873 a Council Bluffs, Iowa, però va créixer a Talladega, Alabama, on havien enviat el seu pare, ministre religiós, per reorganitzar una escola negra. Va ser un lloc solitari per al jove Lee; privat de les habituals relacions juvenils, va disposar de més temps per a llegir. El seu pare va intervenir directament en l'educació del nen, amb l'esperança d'orientar-lo a la vocació religiosa.
No obstant això, Lee preferia la ciència i va mostrar tenir-hi una gran aptitud, construint bateries i motors que eren de qualitat professional. A l'Escola Científica Sheffield, de Yale, va rebre estímul el talent de Lee i es va quedar allà fins a obtenir el doctorat el 1899.
Durant tota la seva vida, va crear una idea lucrativa rere l'altra, però la manca de perspicàcia comercial li va impedir treure profit del fruit del seu geni. El creixement excessiu de la seva companyia va acabar per provocar la fallida, però De Forest es va recuperar ràpidament.
El jove inventor es va casar el 1908, però va tenir una lluna de mel molt atrafegada. Amb la seva dona va anar a París, i allà va instal·lar un transmissor telefònic a la part superior de la Torre Eiffel. Al seu retorn als Estats Units, va ser assetjat per les sol·licituds dels seus invents que li feien persones de totes les classes socials. Va construir antenes en els sostres dels gratacels i instal·là el seu equip electrònic d'amplificació sonora (micròfons) en els teatres i al Metropolitan Opera House.
Idea rere idea sortia del prolífic cervell de De Forest. Entre els seus molts invents, va rebre les patents d'un bisturí, el circuit oscil·lador d'alta freqüència, el radiotelèfon, els sistemes de transmissió i recepció de ràdio, els sistemes de comunicació dels trens, un altaveu, la cèl·lula fotoelèctrica, la càmera de cinema a prova de sorolls i un aparell de televisió i també de televisió de colors. La ràdio fou primerament desenvolupada com un sistema de comunicació marítima. També demostrà la seva eficàcia per posar en contacte territoris aïllats i remots, però era inestable i es produïen moltes interferències. L'investigador De Forest aconseguí eliminar-les a principis del segle xx, cosa que feu possible amplificar el senyal captat amb una antena. De Forest també fou el primer a anomenar ràdio la nova tecnologia. Els resultats dels seus descobriments foren la localització de les bandes de modulació conegudes per les inicials AM.
Però, va ser el 1906 quan De Forest va inventar el tríode. L'objectiu de De Forest era el de descobrir un mètode per amplificar les ones i, al mateix temps, controlar el volum del so. Va construir una prima tira de filferro de platí (a la qual va donar el nom de reixa), la va doblegar en ziga-zaga i la va col·locar entre el filament i la placa. Després, va tancar tot l'aparell en una bombeta de vidre.
La invenció del tríode responia a una necessitat tècnica: fer trucades telefòniques de llarga distància. Col·locant aquest invent per tota la línia telefònica es podia amplificar el senyal lo suficient com per poder fer trucades de llarga distància creant així el primer dispositiu elèctric capaç d'amplificar.
Per inventar el tríode i començar la revolució tecnològica fins al dia d'avui, és considerat el Pare de la Electrònica. Ja que abans del tríode, tan sols es podia convertir el corrent altern en corrent directe o continu, és a dir, tan sols es construïen les fonts d'alimentació. Però amb la creació del tríode del buit, va arribar l'ampliació de tota mena de senyal, sobretot de l'àudio, la televisió i la ràdio. Això va fer que la indústria d'aquests equips tinguessin una pujada tan forta durant els següents anys que a partir de la dècada del 1930 es farà servir la paraula electrònica per referir-se a la tecnologia d'aquests aparells emergents.

## Circuit regeneratiu
En un moment en què les vàlvules de buit eren cares i consumien molta potència, amb el problema addicional de l'espai i el pes de les seccions que proporcionaven el corrent continu, Edwin Armstrong va inventar i patentar el circuit regeneratiu quan encara no s'havia graduat, el 1914. Va patentar el receptor regeneratiu el 1922, i el receptor superheterodí el 1918. El disseny regeneratiu satisfeia les necessitats de la comunitat de radioaficionats i va ser ràpidament adoptat. Malgrat que el superheterodí és el receptor més utilitzat en els nostres dies, la ràdio regenerativa és la que té la millor relació prestacions/components. Lee De Forest va postular una patent el 1916 que va resultar la font de diversos litigis amb Armstrong. El judic i va durar dotze anys, i va acabar a la Cort Suprema dels Estats Units. La Cort va decidir a favor de De Forest.

## De Forest i el cinema

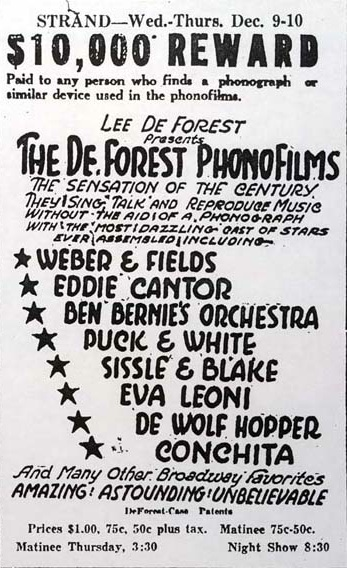
Anunci de premsa per a la projecció de diversos curtmetratges produïts per DeForest Phonofilms al Teatre Strand de Biloxi, Mississipi.

De Forest també va treballar amb Freeman Harrison Owens i Theodore Case, utilitzant el seu treball per perfeccionar el sistema Phonofilm. Tot i això, de Forest va tenir topades amb els dos homes. La causa fou el continu ús indegut de De Forest de les invencions de Theodore Case i de no reconèixer públicament les contribucions de Case (Case Research Laboratory). Per exemple, el 1923 va demostrar al Teatre Rivoli, de Nova York, el seu procés Phonofilm per a les pel·lícules sonores sense anomenar en cap moment el seu soci Case. Com a resposta Case va crear la seva pròpia càmera. Aquesta càmera va ser utilitzada per Case i el seu company Earl Sponable per gravar el president Coolidge l'11 d'agost de 1924, que va ser una de les pel·lícules que va mostrar De de Forest i proclamant-la producte de les seves invencions.

## Llegat

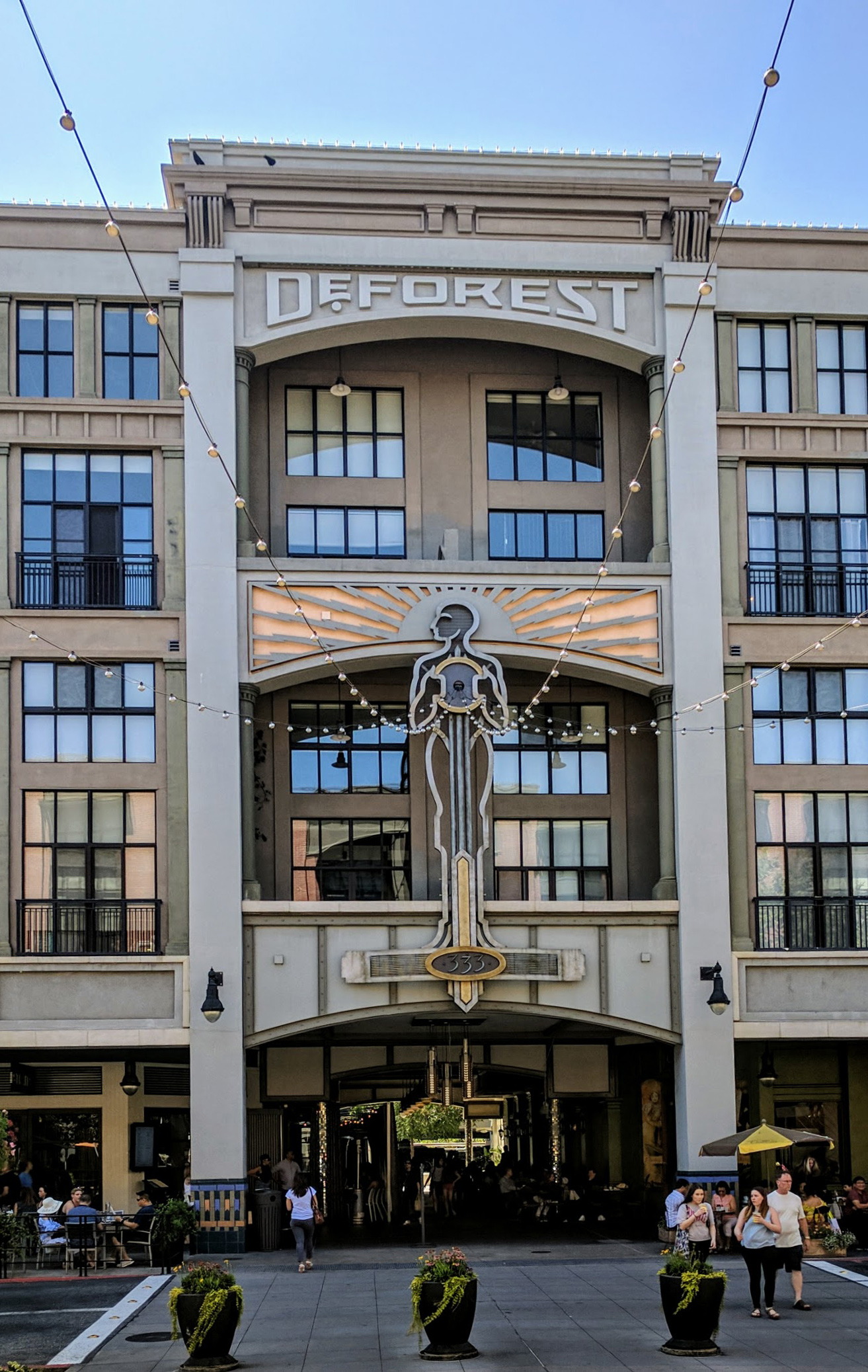
Els DeForest Lofts a Santana Row, San Jose, Califòrnia, es troben en aquest edifici que porta el nom de Lee de Forest.

La graella Audion, que de Forest va anomenar el meu millor invent, i els tubs de buit desenvolupats a partir d'ella, van dominar el camp de l'electrònica durant quaranta anys, fent possible el servei telefònic de llarga distància, la radiodifusió, la televisió i moltes altres aplicacions. També es podia utilitzar com a element de commutació electrònic, i més tard es va utilitzar en l'electrònica digital primerenca, incloent-hi els primers ordinadors electrònics, encara que la invenció del transistor el 1948 donaria lloc a microxips que finalment van suplantar la tecnologia del tub de buit. Per aquest motiu De Forest ha estat anomenat un dels fundadors de l'era electrònica.
Segons Donald Beaver, el seu intens desig de superar les deficiències de la seva infància explica la seva independència, autosuficiència i inventiva. Va mostrar un fort desig d'assolir, de vèncer les dificultats i de dedicar-se a una carrera d'invent. «Tenia les qualitats de l'inventor tradicional: fe visionària, confiança en si mateix, perseverança, capacitat de treball dur i sostingut».
Els arxius de De Forest van ser donats per la seva vídua a la Perham Electronic Foundation, que el 1973 va obrir el Foothills Electronics Museum al Foothill College de Los Altos Hills, Califòrnia. L'any 1991 la universitat va tancar el museu, trencant el seu contracte. La fundació va guanyar una demanda i va rebre 775.000 dòlars. Els fons es van emmagatzemar durant dotze anys, abans de ser adquirits el 2003 per History San José i exposats com a The Perham Collection of Early Electronics.

## Premis i reconeixements
- Membre fundador, l'any 1912, de l'Institut d'Enginyers de Ràdio (IRE).
- Va rebre la Medalla d'Honor IRE de 1922, en reconeixement de la seva invenció de l'amplificador de tres elèctrodes i les seves altres contribucions a la ràdio.
- Va rebre la medalla Elliott Cresson de l'Institut Franklin l'any 1923 per les invencions incorporades a l'Audion.
- Va rebre la medalla Edison de l'Institut Americà d'Enginyers Elèctrics de 1946, «per les profundes conseqüències tècniques i socials del tub de buit controlat per xarxa que havia introduït».
- Oscar honorífic lliurat per l'Acadèmia de les Arts i les Ciències Cinematogràfiques l'any 1960, en reconeixement «dels seus invents pioners que van portar el so al cinema».
- Homenatjat el 8 de febrer de 1960 amb una estrella al Passeig de la Fama de Hollywood.
- La Universitat DeVry va ser anomenada originalment Escola de Formació De Forest pel seu fundador, el Dr. Herman A. De Vry, que era amic i col·lega de De Forest.

## Vida personal

### Matrimonis

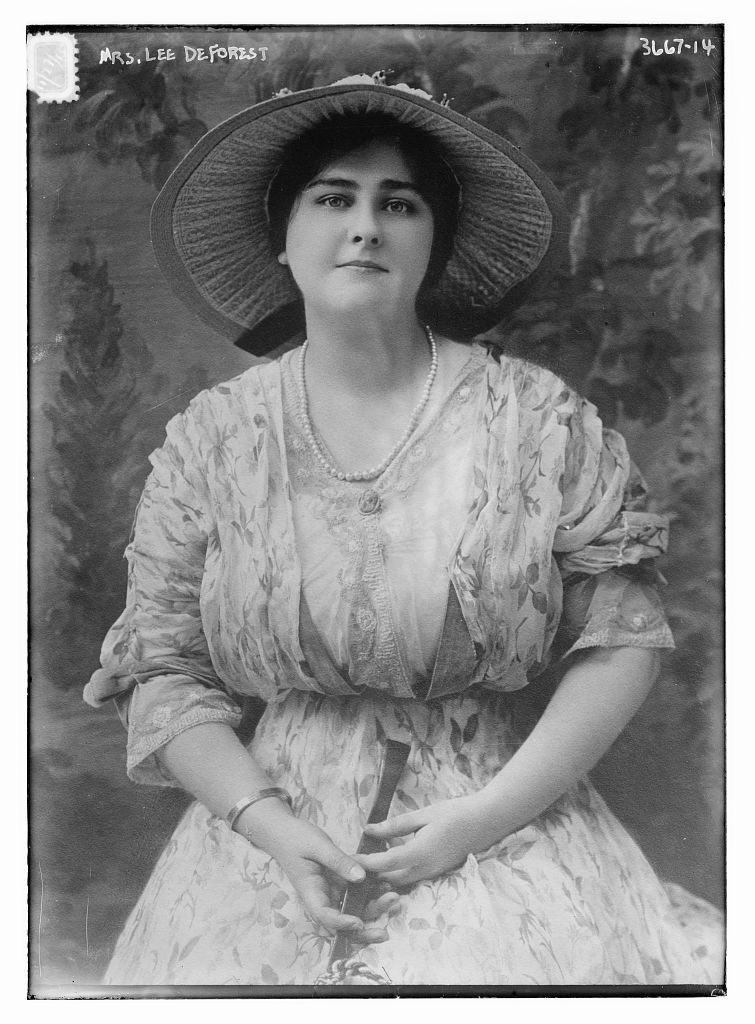
Mary Mayo, la seva tercera esposa

De Forest es va casar quatre vegades, i els tres primers matrimonis van acabar en divorci:
- Lucille Sheardown el febrer de 1906. Divorciat abans de finals d'any.[11]
- Nora Stanton Blatch Barney (1883–1971) el 14 de febrer de 1908. Van tenir una filla, Harriet, però es van separar el 1909 i es van divorciar el 1912.[12][13]
- Mary Mayo White (1891–1957), nom artístic Mary Mayo, el desembre de 1912. Segons els registres del cens, el 1920 vivien amb la seva filla petita, Deena (nascuda c. 1919); divorciada el 5 d'octubre de 1930 (segons Los Angeles Times). Mayo va morir el 30 de desembre de 1957 en un incendi a Los Angeles.
- Marie Mosquini (1899–1983) el 10 d'octubre de 1930; Mosquini va ser una actriu de cinema mut, i van romandre casats fins a la seva mort el 1961.[14]

### Política
De Forest va ser un republicà conservador i fervent anticomunista i antifeixista. El 1932, enmig de la Gran Depressió, va votar a favor de Franklin Roosevelt, però més tard va arribar a ressentir-se d'ell, titllant Roosevelt com primer president feixista d'Amèrica. El 1949, va «enviar cartes a tots els membres del Congrés instant-los a votar en contra de la medicina socialitzada, l'habitatge subvencionat a nivell federal i un impost sobre els beneficis». El 1952, va escriure al recentment elegit vicepresident Richard Nixon, instant-lo a «seguir amb renovat vigor la seva valenta lluita per eliminar el comunisme de totes les branques del nostre govern». El desembre de 1953, va cancel·lar la seva subscripció a The Nation, acusant-la de ser «dolents amb traïció, i de filtrejar amb el comunisme».

### Visions religioses
Encara que es va criar en una llar protestant fortament religiosa, De Forest es va convertir més tard en agnòstic. A la seva autobiografia, va escriure que a l'estiu de 1894 hi va haver un canvi important en les seves creences: «En aquelles vacances de primer any a Yale, em vaig convertir en un filòsof. I així, un per un, van ser les creences religioses fermes de la meva infància alterades o descartades de mala gana».